# Legião Nauvoo

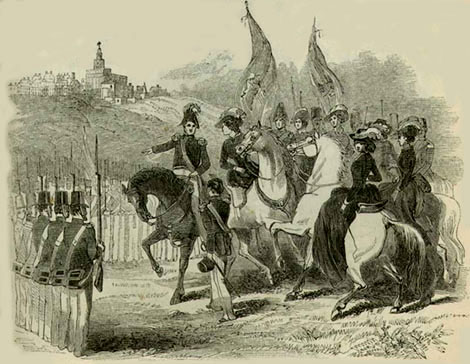
Joseph Smith e a Legião Nauvoo.

Legião Nauvoo é uma milícia criada por Joseph Smith Jr., profeta restaurador de A Igreja de Jesus Cristo dos Santos dos Últimos Dias.

## Histórico
Fugindo das perseguições religiosas, os Santos dos Últimos Dias fundaram em 1839 a cidade de Nauvoo no Mississipi. Tendo recebido do governo do estado um alvará autorizando a criação de uma milícia, a Legião de Nauvoo foi composta tendo Joseph Smith Jr como comandante geral. Brigham Young também empregaria posteriormente os serviços da Legião, a legião era muito poderosa causando temor nos líderes políticos da região.
Em 1844, após uma controvérsia em que o jornal de Nauvoo foi totalmente queimado por ordem de Joseph Smith, devido à publicação de artigos críticos de Smith e das políticas de sua igreja; Joseph Smith foi mandado para a Cadeia de Carthage sob a acusação de Traição. Foi lá que Smith foi morto por uma turba. Logo depois disso, a carta patente de Nauvoo foi revogada e a Legião de Nauvoo perdeu sua sanção oficial como braço da milícia de Illinois.

## Criação e resultados
A milícia foi criada para defesa de pessoas revoltadas com o crescimento da igreja, motivo considerado justo pelo governo dos EUA, que não queria conflitos com os mórmons pois seria de alto custo. Um evento os mórmons da brigada de Brigham Young disfarçaram-se de índios e cercaram uma caravana que passava pelo local, depois de serem identificados pelos viajantes foi feito um cerco que durou até a rendição dos colonos rebeldes, tirando todas as armas dos colonos, dando paz por 3 anos aos mórmons.
Porém mesmo assim os mórmons foram obrigados mais tarde ir para o Oeste dos EUA, e só lá tiveram paz, pois eram terras pouco habitadas.